# Dominikánský klášter (Arbanija)
Dominikánský klášter s kostelem svatého Kříže v Arbaniji (chorvatsky Dominikanski samostan sv. Križa) je římskokatolický klášter řádu dominikánů z první poloviny 15. století. Nachází se v chorvatské vesnici Arbanija na severním pobřeží ostrova Čiovo. Klášter s kostelem jsou zasvěceny svatému Kříži a jako celek s přilehlým hřbitovem jsou chráněným kulturním statkem pod označením Z-3492.

## Popis

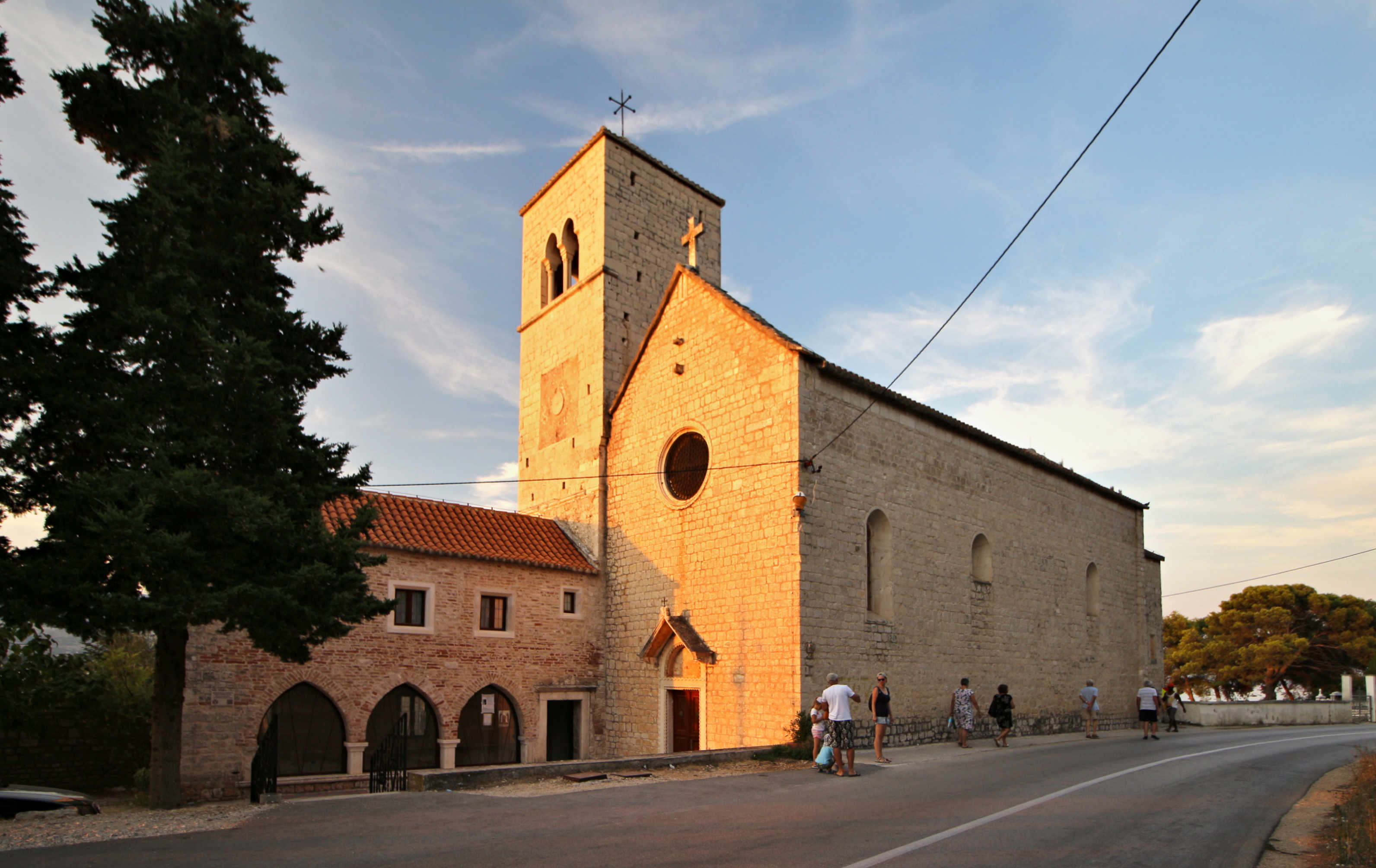
Klášterní kostel sv. Kříže

Budova kláštera se nachází na skalnatém severním pobřeží, v oblasti, která se nazývala Zizmana Gniviza. 
Na jižní straně kláštera stojí jednolodní kostel. Klášterní kostel zasvěcený svatému Kříže je poměrně prostá jednolodní stavba obdélného tvaru s pravoúhlou čtyřbokou apsidou a kůrem a je zaklenuta lomenou klenbou. Vlevo od kostela v přízemí se nachází hospic, realizovaný jako otevřená lodžie. Arkády s hrotitým obloukem jsou podepřeny mramorovými a kamennými polosloupy. Nad přízemím je částečně zachován malovaný dřevěný kazetový strop. 
V přízemí na východní straně ambitu je kapitulní síň s cenným gotickým kazetovým stropem z malovaného dřeva a na západní straně je klášterní refektář s gotickým dřevěným stropem. Na západně straně kláštera je oplocená zahrada s chodníky vedoucími ke kotvišti lodí.

## Historie

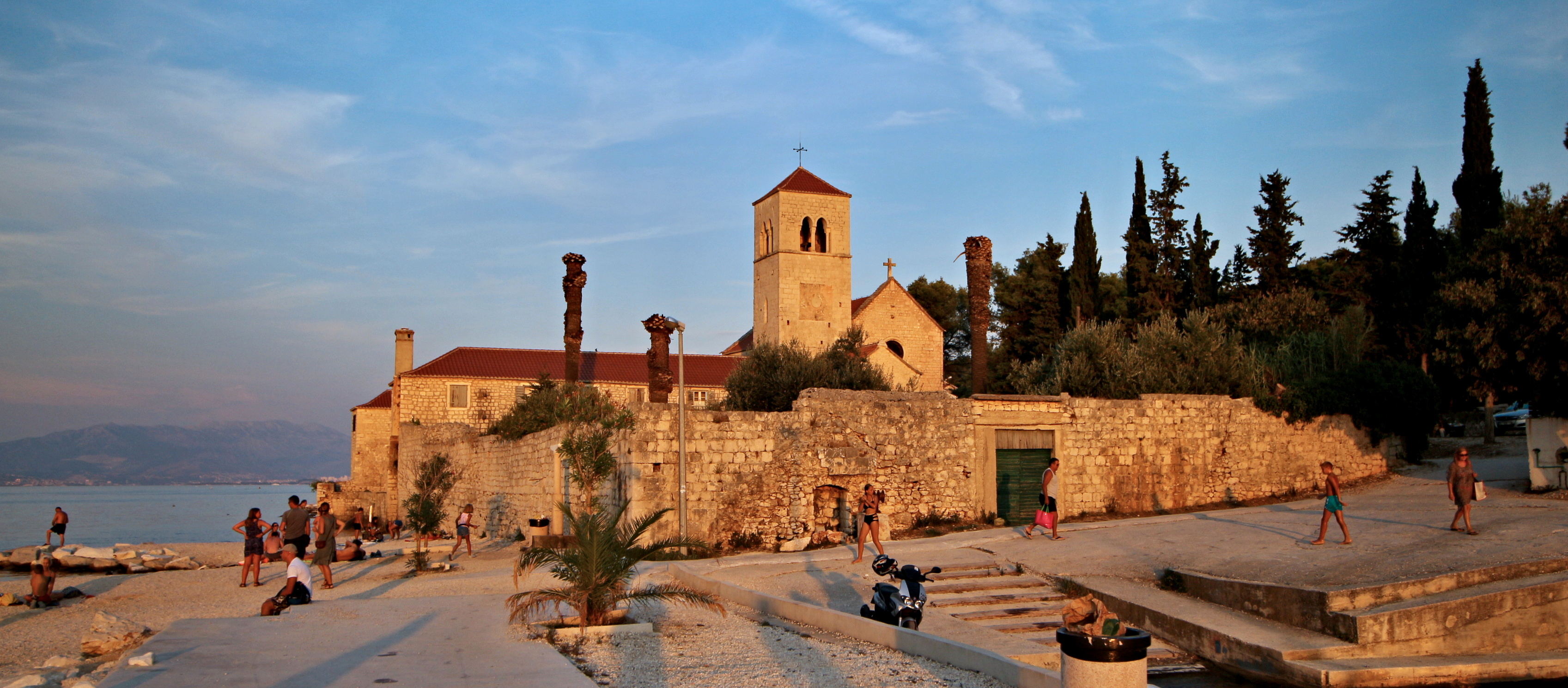
Klášter v Arbaniji

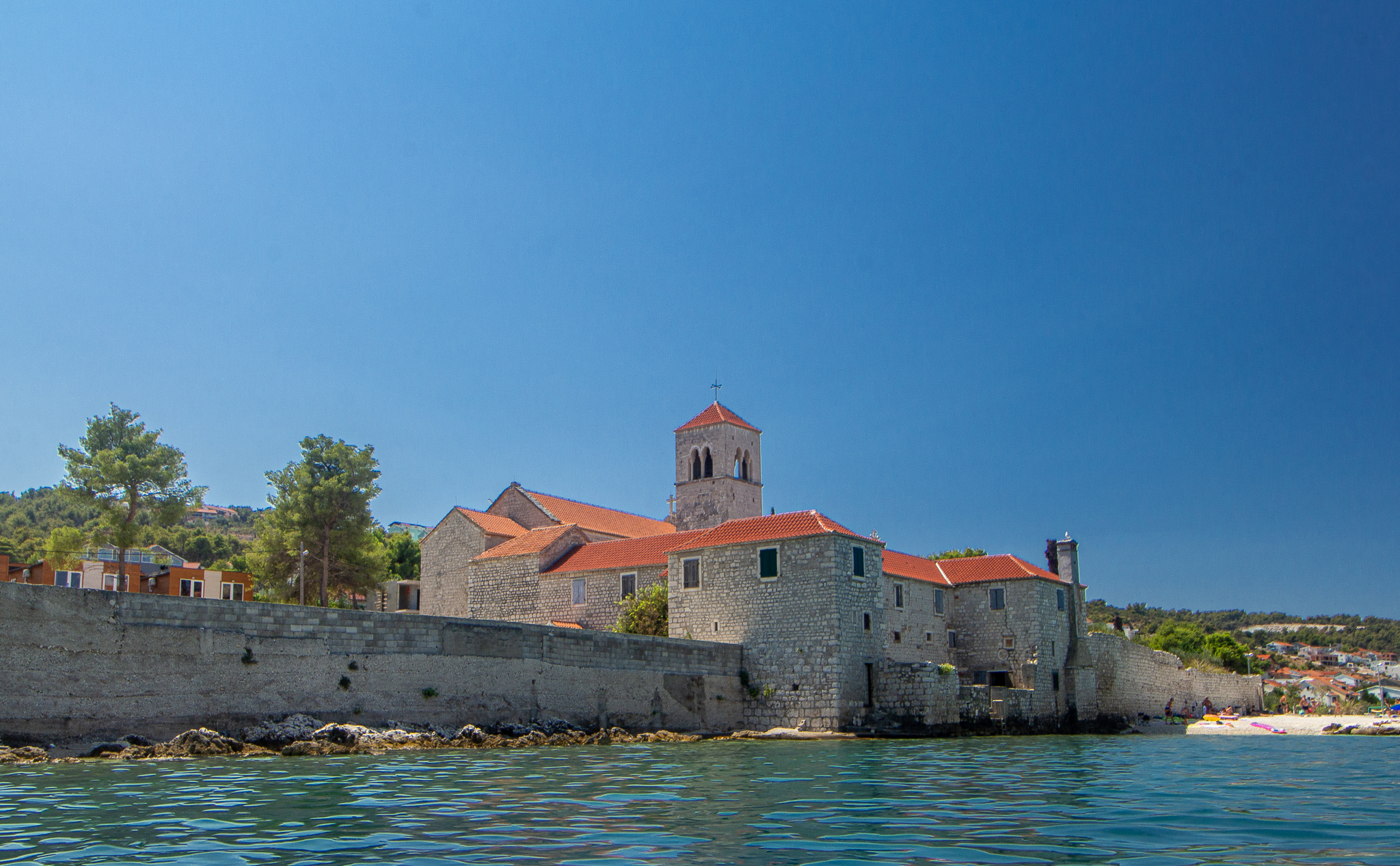
Klášter v Arbaniji

U zrodu kláštera stál trogirský dominikán Nikola Milinović, jenž přesvědčil městskou radu v Trogiru, aby jednali s papežem o svolení založení konventu. Papež Evžen IV. s návrhem skutečně souhlasil a vydal bulu. Svůj souhlas dal také tehdejší benátský dóže Francesco Foscari. K samotnému založení kláštera došlo roku 1432 na základě papežské buly.
Trogirští radní dominikánům vyhradili pozemek na neobydleném a neúrodném místě na skalnatém pobřeží na ostrově Čiovo. Rozměry pozemku byly 15 trogirských vřeten na délku a 10 trogirských vřeten na šířku. Následně udělil trogirský biskup Tomáš Tommasini Milinovićovi svolení k výstavbě kláštera a zázemí včetně kostela, zvonice, hřbitova, dormitoria, domů a rukodělných dílen.
Roku 1451 byla dokončena největší část kláštera. Řeholníci se nastěhovali a s sebou přivedli také albánské křesťany, jako rolníky pro obdělávání země. Podle nich je pojmenována ves na ostrově Arbanija. Klášter měl také vlastní chrámový sbor, refektář, kapli a klášterní zahradu, kde se nacházel hospic. Kapacita kláštera byla dvacet řeholníků.
Apoštolský vizitátor Valier při své návštěvě v roce 1579 zaznamenal hlavní oltář zasvěcený sv. Kříži, levý růžencový oltář a pravý oltář sv. Heleny. Obzvláště uctívaný byl dřevěný krucifix vyrobený Jurajem Petrovićem.
V roce 1600 se zde odehrála malá epochální událost: z Kristových ran na krucifixu v klášteře kapala krev. To vedlo k tomu, že se klášter stal jedním z nejvýznamnějších svatostánků dominikánské provincie Dalmácie. Zvláštními poutními dny byly Velký pátek a svátek Nanebevstoupení Páně. Spolu s krucifixem shromáždil při práci na založení kláštera zakladatel Nikola Milinović byla ex vota a relikvie světců sv. Tomáše Akvinského, sv. Petra mučedníka, sv. biskupa Lva, sv. Jana Křtitele, sv. Jonáše a Daniela a sv. Ondřeje.
Benátské úřady toto místo ctily pro jeho náboženskou a intelektuální formaci mladých mnichů, kteří tam byli v noviciátu nebo zde získávali teologické a filozofické vzdělání. Klášter měl bohatou knihovnu.
Napoleonovy výboje vedly téměř k úolnému opuštění kláštera. Zůstalo zde jen několik mnichů a v roce 1852 zcela osiřel a v témže roce byl zrušen, pouze klášterní kostel zůstal v provozu. 
V předvečer druhé světové války klášter ožil. Pracovaly zde dominikánky, které vedly Misijní dům antimalarického sanatoria pro děti. Od roku 1957 byl klášter opět v provozu, ovšem pouze jako sídlo farnosti Žedno - Arbanija.
Také Velkosrbové zaútočili na tento chorvatský ostrov v ničivé kampani proti katolíkům a Chorvatům. Ve válce za chorvatskou nezávislost v letech 1991-1992 vybombardovali 27 přímými střelami čtyři dominikánské kláštery: Gruž, Čelopeke, Dubrovník a čiovský dominikánského kláštera sv. Kříže v Arbaniji. 